# Kanton Vertou
Der Kanton Vertou (bretonisch Kanton Gwerzhav) ist seit 1790 ein französischer Kanton im Arrondissement Nantes, im Département Loire-Atlantique und in der Region Pays de la Loire; sein Hauptort ist Vertou.

## Geschichte
Der Kanton entstand 1790. Von 1790 bis 2015 gehörten zwei Gemeinden zum Kanton Vertou. Mit der Neuordnung der Kantone in Frankreich stieg die Zahl der Gemeinden 2015 auf fünf. Zu den bisherigen Gemeinden kamen drei der fünf Gemeinden des bisherigen Kantons Vertou-Vignoble hinzu.

## Lage
Der Kanton liegt im Süden des Départements Loire-Atlantique.

## Gemeinden
Der Kanton besteht aus fünf Gemeinden mit insgesamt 44.329 Einwohnern (Stand: 1. Januar 2022) auf einer Gesamtfläche von 84,12 km²:
| Gemeinde               | Gallo           | Bretonisch         | Einwohner (2022) | Fläche (km²) | Code postal | Code Insee |
| ---------------------- | --------------- | ------------------ | ---------------- | ------------ | ----------- | ---------- |
| Château-Thébaud        | Chastèu-Tebaut  | Kastell-Tepaod     | 3.138            | 17,64        | 44690       | 44037      |
| La Haie-Fouassière     | La Haè-Fóacierr | An Hae-Foazer      | 4.734            | 11,81        | 44690       | 44070      |
| Les Sorinières         | Lez Sorinèrr    | Kersoren           | 9.163            | 13,02        | 44840       | 44198      |
| Saint-Fiacre-sur-Maine | Saent-Fiaq      | Sant-Fieg-ar-Mewan | 1.246            | 5,97         | 44690       | 44159      |
| Vertou                 | Vertou          | Gwerzhav           | 26.048           | 35,68        | 44120       | 44215      |
| Kanton Vertou          | Vertou          | Gwerzhav           | 44.329           | 84,12        | -           | 4431       |

Der alte Kanton Vertou umfasste zwei Gemeinden auf einer Fläche von 48,70 km²: Les Sorinières und Vertou  (Hauptort). Er besaß vor 2015 einen anderen INSEE-Code als heute, nämlich 4446.

## Bevölkerungsentwicklung
| 1962   | 1968   | 1975   | 1982   | 1990   | 1999   | 2006   | 2013   |
| ------ | ------ | ------ | ------ | ------ | ------ | ------ | ------ |
| 12.921 | 14.283 | 17.002 | 19.930 | 23.409 | 26.507 | 28.342 | 30.574 |

## Politik
Im 1. Wahlgang am 22. März 2015 erreichte keines der vier Wahlpaare die absolute Mehrheit. Bei der Stichwahl am 29. März 2015 gewann das Gespann Rodolphe Amailland / Agnês Paragot (beide UD) gegen Delphine Coat-Prou/Nejat Narinc (beide PS) mit einem Stimmenanteil von 59,46 % (Wahlbeteiligung:50,88 %).
Seit 1945 hatte der Kanton folgende Abgeordnete im Rat des Départements:
| Vertreter im conseil général des Départements | Vertreter im conseil général des Départements | Vertreter im conseil général des Départements             |
| Amtszeit                                      | Name                                          | Partei                                                    |
| --------------------------------------------- | --------------------------------------------- | --------------------------------------------------------- |
| 1945–1949                                     | Auguste Saupin                                | Rad.                                                      |
| 1949–1973                                     | Geoffroy du Bouays de Couësbouc               | DVD                                                       |
| 1973–2004                                     | Luc Dejoie                                    | Union des démocrates pour la République, dann RPF und UMP |
| 2004–2011                                     | Martine L’Hostis                              | PS                                                        |
| 2011–2015                                     | Rodolphe Amailland                            | UMP                                                       |
| 2015–                                         | Rodolphe Amailland Agnès Paragot              | Union de la Droite                                        |